# Steffen Driesen
Steffen Driesen, né le 30 novembre 1981 à Meerbusch, est un ancien nageur allemand. 

## Carrière
Sa discipline principale est le dos. Driesen étudie avec Henning Lambertz chez SG Bayer Wuppertal / Uerdingen / Dormagen avec Sarah Poewe et Daniela Samulski. En 2009, il termine ses études à la Hochschule Niederrhein avec un diplôme en génie industriel et travaille depuis dans le secteur de l'énergie. 

## Résultats
- Neuf titres aux championnats allemands de natation depuis 1999 (50, 100, 200 mètres)
- Finaliste au 100 mètres dos aux Jeux olympiques de 2000 à Sydney (7e place)
- Médaille d'argent aux championnats du monde 2001 à Fukuoka avec le relais 4 × 100 mètres quatre nages, la médaille de bronze au 100 mètres dos
- Médaille d'argent aux championnats d'Europe de natation en petit bassin 2003 au 200 mètres dos, médaille de bronze au 100 mètres dos
- Médaille d'argent aux Jeux olympiques d'Athènes de 2004 avec le relais 4 × 100 mètres quatre nages avec le record européen, septième au 100 mètres dos

Pour avoir remporté la médaille d’argent aux Jeux olympiques d’Athènes de 2004, il reçoit 16 mars 2005 la Silbernes Lorbeerblatt. 

## Records
| Records allemands (1)                              | Records allemands (1) | Records allemands (1) | Records allemands (1) |
| -------------------------------------------------- | --------------------- | --------------------- | --------------------- |
| Relais 4 × 100 m (avec Kruppa, Rupprath et Conrad) | 03: 33,62 min         | 21 août 2004          | Athènes               |
| (Stand: 1. Août 2008)                              |                       |                       |                       |